# Ochikubo monogatari
Ochikubo monogatari (落窪物語? lett. "Il racconto di Ochikubo") è una novella del periodo Heian, molto simile alla favola di Cenerentola, scritta nel X secolo da un autore ignoto. È tra gli ultimi scritti giapponesi che trattano il tema delle vessazioni di una matrigna. Nel 1993 fu tradotto in giapponese moderno da Saeko Himuro.

## Trama
La principessa Ochikubo soffre i continui maltrattamenti inferti dalla sua matrigna, finché incontra il generale Michiyori e lo sposa. Insieme vivono una vita felice. Michiyori comincia a vendicarsi della famiglia della principessa Ochikubo, coinvolgendola in una serie di eventi umilianti.
Il poema per la pregevole scrittura, la qualità dei dialoghi e il disegno realistico dei personaggi influenzò molti autori successivi, come Murasaki Shikibu.